# Jean Piaget
Jean Piaget (Neuchâtel, 9. kolovoza 1896. – Ženeva, 16. rujna 1980.), švicarski psiholog i filozof, jedan od najvažnijih istraživača kognitivnog razvoja djece. Smatra se vodećim predstavnikom razvojne psihologije 20. stoljeća.

## Životopis
Bio je profesor dječje psihologije na Sveučilištu u Ženevi. Utemeljio je epistemologiju kao eksperimentalnu znanost. Zanimalo ga je ujedinjenje biologije i logike pa je istraživao razvoj pojmova i jezika, interakciju djece s predmetima te baratanje mentalnim simbolima kod djece. Njegove su teorije bitno utjecale na psihologiju, filozofiju, pedagogiju i informacijske znanosti. Razvio je poznatu teoriju o kognitivnom i moralnom razvoju djece kroz nekoliko stupnjeva, koji su povezani s dječjom dobi. U sklopu te teorije je utvrdio četiri stupnja dječjeg kognitivnog razvoja:
- Stupanj senzomotorne inteligencije
- Razdoblje predoperacionalnog mišljenja
- Razdoblje konkretnih operacija
- Razdoblje formalnih operacija

## Djela (nepotpun popis)
- "Jezik i misao u djeteta" (Le Langage et la pensée chez l’enfant), 1923.
- "Razvoj poimanja vremena u djeteta" (Le Développement de la notion de temps chez l’enfant), 1932.
- "Rođenje inteligencije u djeteta" (La Naissance de l’intelligence chez l’enfant), 1948.
- "Uvod u genetičku epistemologiju" (L’Introduction à l’épistémologie génétique, I–III), 1950.
- "Perceptivni mehanizmi" (Les Mécanismes perceptifs), 1961.[1]